# 小泉怜史
小泉 怜史（こいずみ さとし、2000年6月22日 - ）は、ジャパンラグビーリーグワン三菱重工相模原ダイナボアーズに所属するラグビー選手。

## プロフィール
- 神奈川県出身。
- ポジションはフルバック(FB)。
- 身長 178 cm、体重 87 kg
- 父の剛は元ラグビー選手[1]。
- U17日本代表の主将を務めたことがある[2]。

## 略歴
2019年、早稲田実業高校卒業後、早稲田大学に入る。
2023年1月、アーリーエントリーで三菱重工相模原ダイナボアーズに加入。同年3月、早稲田大学卒業。翌4月14日に行われたJAPAN RUGBY LEAGUE ONE第15節ブレイブルーパス東京戦にて先発出場でリーグワン公式戦初出場を果たした。